# Pogonocherus dimidiatus
Pogonocherus dimidiatus är en skalbaggsart som beskrevs av Blessig 1872. Pogonocherus dimidiatus ingår i släktet Pogonocherus och familjen långhorningar. Inga underarter finns listade i Catalogue of Life.